# Vía Colectora Chone-Pimpiguasí
La Vía Colectora Chone-Pimpiguasí (E384) es una vía secundaria de sentido norte-sur ubicada en la Provincia de Manabí.  Esta colectora se inicia en la Vía Colectora Santo Domingo-Rocafuerte (E38) a la altura de la localidad de Chone. A partir de Chone, la colectora se extiende en sentido general sur pasando por las localidades manabitas de Calceta y Junín.  La colectora termina su recorrido en la Transversal Central (E30) en la localidad manabita de El Rodeo.

## Localidades destacables
De norte a sur:
- Chone, Manabí
- Calceta, Manabí
- Junín, Manabí
- El Rodeo, Manabí

- Datos: Q2138479